# ماتيو ريتشي
كان ماتيو ريتشي (بالإيطالية: Matteo Ricci النطق الإيطالي: [matˈtɛːo ˈrittʃi])‏ (باللاتينية: Mattheus Riccius Maceratensis، من مواليد 6 أكتوبر عام 1552 وتوفي في 11 مايو من عام 1610)، كاهنًا يسوعيًا إيطاليًا، وأحد الشخصيات المؤسسة لبعثات اليسوعيين في الصين. قدمت خريطة العالم التي وضعها ريتشي عام 1602 بالأحرف الصينية نتائجَ الاستكشاف الأوروبي لسكان مناطق شرق آسيا بلغتهم. تعتبر الكنيسة الكاثوليكية ريتشي خادمًا للرب
وصل ريتشي إلى المستوطنة البرتغالية في ماكاو عام 1582، حيث بدأ عمله التبشيري في الصين. أصبح في عام 1601 أول أوروبي يدخل القصر الإمبراطوري في بكين بعد تلقيه دعوة من الإمبراطور وانلي، الذي سعى للاستفادة من خبرات ريتشي في علم الفلك الصيني والتقويم الصيني. تمكن ريتشي من تحويل عدد من المسؤولين الصينيين البارزين إلى المذهب الكاثوليكي، كان من بينهم شو غوانكشي الذي ساهم في ترجمة كتاب الأصول إلى اللغة الصينية، كما ترجم الكلاسيكيات الكونفوشيوسية إلى اللغة اللاتينية لأول مرة.

## أولى سنوات حياته
وُلد ريتشي في 6 أكتوبر من عام 1552 في مدينة ماشيراتا، التي كانت جزءًا من الدولة البابوية، والتي تعدّ اليوم جزءًا من إقليم ماركي الإيطالي. أجرى ريتشي دراساته الكلاسيكية في مسقط رأسه، ثم درس القانون في مدينة روما لمدة عامين اثنين. التحق ريتشي، في شهر أبريل من عام 1571 بالكلية الرومانية. خلال فترة تواجده هناك، درس ريتشي، إضافة إلى الفلسفة وعلم اللاهوت، الرياضيات وعلم الكونيات وعلم الفلك تحت إشراف كريستوفر كلافيوس. في عام 1577، تقدم ريتشي بطلب للقيام برحلة استكشافية تبشيرية إلى الشرق الأقصى. أبحر ريتشي، في شهر مارس من عام 1578، من مدينة لشبونة في البرتغال، ووصل إلى مستعمرة غوا البرتغالية في الهند في شهر سبتمبر من نفس العام. في غوا، استمر ريتشي بعمله في مجال التدريس وتعليم اللاهوت حتى نهاية فترة الصوم الكبير في عام 1582، وذلك عندما استُدعي إلى منطقة ماكاو البرتغالية استعدادًا لنقله إلى الصين. وصل ريتشي إلى ماكاو في أوائل شهر أغسطس من عام 1582.

## ريتشي في الصين
وصل ريتشي، في شهر أغسطس من عام 1582، إلى ماكاو، التي كانت نقطة تجارية برتغالية تقع على بحر الصين الجنوبي. في تلك الفترة، كان النشاط التبشيري المسيحي في الصين مقتصرًا بشكل شبه كامل على منطقة ماكاو، إذ تحول بعض الصينيين المحليين إلى الديانة المسيحية وعاشوا وفقًا للمبادئ والقيم البرتغالية. لم يحاول أي مبشر مسيحي تعلم اللغة الصينية بشكل جدي حتى عام 1579 (قبل ثلاث سنوات من وصول ريتشي)، وذلك عندما تلقى ميشيل روجيري دعوة صريحة من أليساندرو فالينيانو، مؤسس كلية القديس بولس اليسوعية في الهند البرتغالية، لدراسة اللغة الصينية، وللتحضير لمهمة يسوعيي ماكاو إلى الأراضي الصينية. بمجرد وصوله إلى ماكاو، درس ريتشي اللغة والعادات الصينية في خطوة كانت بمثابة بداية لمشروع طويل جعله من أوائل العلماء الغربيين الذين أتقنوا الكتابة باللغة الصينية، واللغة الصينية الكلاسيكية. سافر ريتشي مع روجيري إلى المدن الرئيسية في مقاطعة غوانغدونغ، كغوانزو وزاوشينغ (ثم زارا معًا مقرات نواب الملك في كل من المدينتين)، في محاولة لتأسيس بعثة يسوعية دائمة خارج ماكاو.

## وصلات خارجية
- ماتيو ريتشي على موقع الموسوعة البريطانية (الإنجليزية)
- ماتيو ريتشي على موقع إن إن دي بي (الإنجليزية)